# فرودگاه وامنا
فرودگاه وامنا  (به انگلیسی: Wamena Airport) (به زبان بومی: Bandar Udara Wamena) یک فرودگاه همگانی با کد یاتا WMX است که یک باند فرود آسفالت دارد و طول باند آن ۱۸۲۵ متر است. این فرودگاه در کشور اندونزی قرار دارد و در ارتفاع ۱۵۵۰ متری از سطح دریا واقع شده است.